# Pays de Paderborn
Le Pays de Paderborn (en allemand : Paderborner Land) est généralement employé comme synonyme pour l'arrondissement de Paderborn. En particulier, ce terme sert à la commercialisation touristique par le Touristikzentrale Paderborner Land, par exemple dans le cyclisme et le tourisme de randonnée. En outre, il est parfois utilisé pour désigner le territoire de l'arrondissement de Paderborn comme sous-région culturelle de Westphalie.
Dans les contextes régionaux et historiques, le Paderborner Land est considéré comme synonyme de la région historique de Hochstift Paderborn (de) ou de la principauté épiscopale de Paderborn qui, au-delà de l'arrondissement de Paderborn, comprend également la majeure partie de l'actuel arrondissement de Höxter voisin. C'est ainsi que, jusque tard au XXe siècle, la principale revue régionale de la région s'appelait Die Warte. Heimatzeitschrift für das Paderborner Land (titre actuel : Die warte. Heimatzeitschrift für die Kreise Paderborn und Höxter).

## Documentation cinématographique
- (de) Werner Filmer (de) et Ernst-Michael Wingens (de), Bilderbuch Deutschland: Das Paderborner Land [« Livre d'images de l'Allemagne : le pays de Paderborn »] (documentaire, 45 minutes), Allemagne, chaîne ARD, 2000[2].